# Domenico Messina
Domenico Messina (Cava de Tirreni, Bergamo, 1962. augusztus 12. –) olasz nemzetközi labdarúgó-játékvezető. Polgári foglalkozása bankigazgató.

## Pályafutása

### Nemzeti játékvezetés
1992-ben a Seria B, 1994-ben a Seria A játékvezetője. Az aktív nemzeti játékvezetéstől 2007-ben vonult vissza. Második ligás mérkőzéseinek száma: 15. Első ligás mérkőzéseinek száma: 189.
| Időpont          | Helyszín                       | Mérkőzés típusa       | Mérkőzés            |
| ---------------- | ------------------------------ | --------------------- | ------------------- |
| 1995. január 15. | Luigi Ferraris Stadion, Genova | első Seria A mérkőzés | Genoa CFC–Padova FC |

#### Nemzeti kupamérkőzések
Vezetett Kupa-döntők száma: 2.

##### Olasz Kupa
| Időpont           | Helyszín                     | Mérkőzés típusa        | Mérkőzés                         | Eredmény | Nézők száma |
| ----------------- | ---------------------------- | ---------------------- | -------------------------------- | -------- | ----------- |
| 1999. április 14. | Ennio Tardini Stadion, Parma | döntő első mérkőzés    | Parma FC–ACF Fiorentina          | 1 : 1    | 21 038      |
| 2006. május 11.   | San Siro Stadion, Milánó     | döntő második mérkőzés | FC Internazionale Milano–AS Roma | 3 : 1    | 59 000      |

### Nemzetközi játékvezetés
Az Olasz labdarúgó-szövetség Játékvezető Bizottsága (JB) 1998-ban terjesztette fel nemzetközi játékvezetőnek, a Nemzetközi Labdarúgó-szövetség (FIFA) bíróinak keretébe. Több nemzetek közötti válogatott és klubmérkőzést vezetett. 2001-től a FIFA JB besorolás szerint elit kategóriás bíró. Az olasz nemzetközi játékvezetők rangsorában, a világbajnokság-Európa-bajnokság sorrendjében többedmagával a 12. helyet foglalja el 8 találkozó szolgálatával. Az aktív nemzetközi játékvezetéstől 2007-ben a FIFA 45 éves korhatárát elérve búcsúzott. Válogatott mérkőzéseinek száma: 17.

#### Világbajnokság
A világbajnoki döntőhöz vezető úton Dél-Koreába és Japánba a XVII., a 2002-es labdarúgó-világbajnokságra és Németországba a XVIII., a 2006-os labdarúgó-világbajnokságra a FIFA JB bíróként alkalmazta.

##### 2002-es labdarúgó-világbajnokság
| Időpont             | Helyszín                    | Mérkőzés típusa           | Mérkőzés          | Eredmény | Nézők száma |
| ------------------- | --------------------------- | ------------------------- | ----------------- | -------- | ----------- |
| 2001. szeptember 1. | Laugardalsvöllur, Reykjavik | előselejtező (3. csoport) | Izland–Csehország | 3 : 1    | 6 011       |

##### 2006-os labdarúgó-világbajnokság
| Időpont             | Helyszín                    | Mérkőzés típusa           | Mérkőzés             | Eredmény | Nézők száma |
| ------------------- | --------------------------- | ------------------------- | -------------------- | -------- | ----------- |
| 2004. szeptember 8. | Millennium Stadion, Cardiff | előselejtező (6. csoport) | Wales–Észak-Írország | 2 : 2    | 63 500      |

#### Európa-bajnokság
Az európai-labdarúgó torna döntőjéhez vezető úton Belgiumba és Hollandiába a XI., a 2000-es labdarúgó-Európa-bajnokságra, Portugáliába a XII., a 2004-es labdarúgó-Európa-bajnokságra valamint Ausztriába és Svájcba a XIII., a 2008-as labdarúgó-Európa-bajnokságra az UEFA JB játékvezetőként foglalkoztatta.

##### 2000-es labdarúgó-Európa-bajnokság
| Időpont           | Helyszín                      | Mérkőzés típusa           | Mérkőzés                       | Eredmény | Nézők száma |
| ----------------- | ----------------------------- | ------------------------- | ------------------------------ | -------- | ----------- |
| 1967. október 28. | Marcel Saupin Stadion, Nantes | előselejtező (9. csoport) | Bosznia-Hercegovina–Csehország | 1 : 3    | 20 000      |

##### 2004-es labdarúgó-Európa-bajnokság
| Időpont              | Helyszín                    | Mérkőzés típusa           | Mérkőzés                | Eredmény | Nézők száma |
| -------------------- | --------------------------- | ------------------------- | ----------------------- | -------- | ----------- |
| 2002. október 12.    | Tehelné pole, Pozsony       | előselejtező (7. csoport) | Anglia–Szlovákia        | 1 : 2    | 27 000      |
| 2003. június 7.      | Hampden Park, Glasgow       | előselejtező (5. csoport) | Skócia–Németország      | 1 : 1    | 48 047      |
| 2003. szeptember 10. | Stadion Bežigrad, Ljubljana | előselejtező (1. csoport) | Szlovénia–Franciaország | 0 : 2    | 9 500       |

##### 2008-as labdarúgó-Európa-bajnokság
| Időpont           | Helyszín                       | Mérkőzés típusa           | Mérkőzés                      | Eredmény | Nézők száma |
| ----------------- | ------------------------------ | ------------------------- | ----------------------------- | -------- | ----------- |
| 2006. október 7.  | Crvena zvezda Stadion, Belgrád | előselejtező (A. csoport) | Szerbia és Montenegró–Belgium | 1 : 0    | 30 000      |
| 2007. március 28. | Köztársasági Stadion, Baku     | előselejtező (A. csoport) | Azerbajdzsán–Finnország       | 1 : 0    | 14 000      |

#### Afrikai nemzetek kupája
Maliban rendezték meg a 23., a 2002-es afrikai nemzetek kupája labdarúgó tornát, ahol a FIFA/CAF JB hivatalnokként foglalkoztatta.
| Időpont          | Helyszín                                | Mérkőzés típusa        | Mérkőzés                                 | Eredmény | Nézők száma |
| ---------------- | --------------------------------------- | ---------------------- | ---------------------------------------- | -------- | ----------- |
| 2002. január 21. | Amare Daou Stadion, Ségou               | selejtező (B. csoport) | Marokkó–Ghána                            | 0 : 0    | 4 000       |
| 2002. január 31. | Abdoulaye Nakoro Cissoko Stadion, Keyes | selejtező (D. csoport) | Szenegál–Tunézia                         | 0 : 0    | 8 000       |
| 2002. február 4. | Modibo Keïta Stadion, Bamako            | egyik negyeddöntő      | Szenegál–Kongói Demokratikus Köztársaság | 2 : 0    | 25 000      |

## Szakmai sikerek
2001-ben megkapta a Giovanni Mauro díjat.